# إيمان كوسبو
إيمان كوسبو (مواليد 17 مايو 2007) هو لاعب كرة قدم سويسري من أصل بوسني يلعب في مركز قلب الدفاع مع نادي فيورنتينا الإيطالي، ويعد قائد منتخب سويسرا تحت 17 سنة.

## وصلات خارجية
هذه المقالة لا تملك بيانات على ويكي بيانات